# Grézieu-le-Marché
Grézieu-le-Marché este o comună în departamentul Rhône din sud-estul Franței. În 2009 avea o populație de 751 de locuitori.

## Evoluția populației
| An        | 1975 | 1982 | 1990 | 1999 | 2006 | 2009 |
| --------- | ---- | ---- | ---- | ---- | ---- | ---- |
| Populație | 573  | 648  | 728  | 742  | 747  | 751  |